# 오렌지빌 A's
브램턴 A's/오렌지빌 A's(Brampton A's/Orangeville A's)는 온타리오주 브램턴/온타리오주 오렌지빌을 연고지로 하는 2013년~2017년 NBL 캐나다 센트럴 디비전 소속 프로 농구 팀이다.

## 역대 홈경기장
| 브램턴 A's/오렌지빌 A's |               |                     |      |
| 경기장                  | 사용기간      | 장소                | 비고 |
| 파워에이드 센터         | 2013년~2015년 | 온타리오주 브램턴   | 빈칸 |
| 애슬레틱 인스티튜트     | 2015년~2017년 | 온타리오주 오렌지빌 | 빈칸 |